# Сутрешен блок (филм)
Сутрешен блок е американски филм от 2010 с участието на Харисън Форд, продуциран от Джей Джей Ейбрамс. Режисьор е Роджър Мичел.

## Сюжет
Младата и амбициозна телевизионна продуцентка Беки Фулър (Рейчъл Макадамс) е уволнена от работата си и преживява трудни моменти. Личният и живот също не върви и когато разпадащото се сутрешно шоу DayBreak ѝ предлага работа, тя отчаяно се вкопчва в шанса си.
В отчаян опит да повдигне ужасяващия рейтинг на шоуто тя кани за партньор на водещата Колийн Пек (Даян Кийтън), утвърденият и сериозен журналист Майк Померой (Харисън Форд). От това дали ще успее да накара коренно противоположните характери на звездите си да се сработят зависи кариерата ѝ ...

## „Сутрешен блок“ в България
На 16 февруари 2013 г. Нова телевизия излъчи филма с български дублаж за телевизията. Екипът се състои от:
| Преводач            | Ирина Ценкова                                                                                  |
| Режисьор на дублажа | Димитър Кръстев                                                                                |
| Тонрежисьор         | Цветомир Цветков                                                                               |
| Озвучаващи артисти  | Христина Ибришимова Даниела Йорданова Ани Василева Христо Узунов Димитър Иванчев Силви Стоицов |

На 26 август 2017 г. започва повторно по bTV Comedy с дублажа на студио Медиа Линк.
| Преводач            | Яна Янева                                                                      |
| Режисьор на дублажа | Милена Манчева                                                                 |
| Тонрежисьор         | Александър Тодоров                                                             |
| Озвучаващи артисти  | Христина Ибришимова Елена Русалиева Васил Бинев Момчил Степанов Радослав Рачев |